# Mistrzostwa Europy w Rugby 7 Mężczyzn 2011 – GPS 3
Grand Prix Series 2011 – GPS 3 – trzeci turniej mistrzostw Europy w rugby 7 mężczyzn w sezonie 2011, który odbył się w dniach 9-10 lipca 2011 roku na Estadi Olímpic Lluís Companys w Barcelonie.

## Informacje ogólne
Rozegrane na Estadi Olímpic Lluís Companys zawody były trzecim turniejem sezonu 2011 i wzięło w nich udział dwanaście reprezentacji. Drużyny zostały podzielone na dwie sześciozespołowe grupy rywalizujące w pierwszej fazie w ramach grup systemem kołowym, po czym nastąpiła faza pucharowa – dwie czołowe drużyny z każdej grupy awansowały do półfinałów, zespoły z miejsc trzeciego i czwartego do turnieju Plate, a pozostałe walczyły o Bowl. W fazie grupowej spotkania toczone były bez ewentualnej dogrywki, za zwycięstwo, remis i porażkę przysługiwały odpowiednio trzy, dwa i jeden punkt, brak punktów natomiast za nieprzystąpienie do meczu. W przypadku remisu w fazie pucharowej organizowana była dogrywka składająca się z dwóch pięciominutowych części, z uwzględnieniem reguły nagłej śmierci. Przystępujące do turnieju reprezentacje mogły liczyć maksymalnie dwunastu zawodników. Zespoły zostały rozstawione na podstawie wyników poprzedniego turnieju.
W turnieju niespodziewanie triumfowali reprezentanci Rosji.
Najwięcej punktów zdobył Anglik Nicholas Royle, który zwyciężył również w klasyfikacji przyłożeń.

## Faza grupowa

### Grupa A
| 9 lipca 201114:00 | Francja | 21:12 | Holandia | Estadi Olímpic Lluís Companys, Barcelona |
| 9 lipca 201114:00 |         | 21:12 |          | Estadi Olímpic Lluís Companys, Barcelona |

| 9 lipca 201114:40 | Gruzja | 5:12 | Włochy | Estadi Olímpic Lluís Companys, Barcelona |
| 9 lipca 201114:40 |        | 5:12 |        | Estadi Olímpic Lluís Companys, Barcelona |

| 9 lipca 201115:20 | Anglia | 29:7 | Rumunia | Estadi Olímpic Lluís Companys, Barcelona |
| 9 lipca 201115:20 |        | 29:7 |         | Estadi Olímpic Lluís Companys, Barcelona |

| 9 lipca 201116:00 | Włochy | 29:0 | Holandia | Estadi Olímpic Lluís Companys, Barcelona |
| 9 lipca 201116:00 |        | 29:0 |          | Estadi Olímpic Lluís Companys, Barcelona |

| 9 lipca 201116:40 | Francja | 26:0 | Rumunia | Estadi Olímpic Lluís Companys, Barcelona |
| 9 lipca 201116:40 |         | 26:0 |         | Estadi Olímpic Lluís Companys, Barcelona |

| 9 lipca 201117:20 | Anglia | 33:7 | Gruzja | Estadi Olímpic Lluís Companys, Barcelona |
| 9 lipca 201117:20 |        | 33:7 |        | Estadi Olímpic Lluís Companys, Barcelona |

| 9 lipca 201118:10 | Rumunia | 7:31 | Holandia | Estadi Olímpic Lluís Companys, Barcelona |
| 9 lipca 201118:10 |         | 7:31 |          | Estadi Olímpic Lluís Companys, Barcelona |

| 9 lipca 201118:50 | Anglia | 22:12 | Włochy | Estadi Olímpic Lluís Companys, Barcelona |
| 9 lipca 201118:50 |        | 22:12 |        | Estadi Olímpic Lluís Companys, Barcelona |

| 9 lipca 201119:30 | Gruzja | 0:12 | Francja | Estadi Olímpic Lluís Companys, Barcelona |
| 9 lipca 201119:30 |        | 0:12 |         | Estadi Olímpic Lluís Companys, Barcelona |

| 9 lipca 201120:10 | Włochy | 27:12 | Rumunia | Estadi Olímpic Lluís Companys, Barcelona |
| 9 lipca 201120:10 |        | 27:12 |         | Estadi Olímpic Lluís Companys, Barcelona |

| 9 lipca 201120:50 | Gruzja | 14:14 | Holandia | Estadi Olímpic Lluís Companys, Barcelona |
| 9 lipca 201120:50 |        | 14:14 |          | Estadi Olímpic Lluís Companys, Barcelona |

| 9 lipca 201121:30 | Anglia | 20:7 | Francja | Estadi Olímpic Lluís Companys, Barcelona |
| 9 lipca 201121:30 |        | 20:7 |         | Estadi Olímpic Lluís Companys, Barcelona |

| 10 lipca 201113:00 | Gruzja | 7:12 | Rumunia | Estadi Olímpic Lluís Companys, Barcelona |
| 10 lipca 201113:00 |        | 7:12 |         | Estadi Olímpic Lluís Companys, Barcelona |

| 10 lipca 201113:44 | Francja | 7:14 | Włochy | Estadi Olímpic Lluís Companys, Barcelona |
| 10 lipca 201113:44 |         | 7:14 |        | Estadi Olímpic Lluís Companys, Barcelona |

| 10 lipca 201114:28 | Anglia | 26:7 | Holandia | Estadi Olímpic Lluís Companys, Barcelona |
| 10 lipca 201114:28 |        | 26:7 |          | Estadi Olímpic Lluís Companys, Barcelona |

### Grupa B
| 9 lipca 201114:20 | Walia | 19:21 | Mołdawia | Estadi Olímpic Lluís Companys, Barcelona |
| 9 lipca 201114:20 |       | 19:21 |          | Estadi Olímpic Lluís Companys, Barcelona |

| 9 lipca 201115:00 | Hiszpania | 5:12 | Rosja | Estadi Olímpic Lluís Companys, Barcelona |
| 9 lipca 201115:00 |           | 5:12 |       | Estadi Olímpic Lluís Companys, Barcelona |

| 9 lipca 201115:40 | Portugalia | 0:10 | Ukraina | Estadi Olímpic Lluís Companys, Barcelona |
| 9 lipca 201115:40 |            | 0:10 |         | Estadi Olímpic Lluís Companys, Barcelona |

| 9 lipca 201116:20 | Rosja | 45:0 | Mołdawia | Estadi Olímpic Lluís Companys, Barcelona |
| 9 lipca 201116:20 |       | 45:0 |          | Estadi Olímpic Lluís Companys, Barcelona |

| 9 lipca 201117:00 | Walia | 31:15 | Ukraina | Estadi Olímpic Lluís Companys, Barcelona |
| 9 lipca 201117:00 |       | 31:15 |         | Estadi Olímpic Lluís Companys, Barcelona |

| 9 lipca 201117:40 | Portugalia | 17:12 | Hiszpania | Estadi Olímpic Lluís Companys, Barcelona |
| 9 lipca 201117:40 |            | 17:12 |           | Estadi Olímpic Lluís Companys, Barcelona |

| 9 lipca 201118:30 | Ukraina | 14:7 | Mołdawia | Estadi Olímpic Lluís Companys, Barcelona |
| 9 lipca 201118:30 |         | 14:7 |          | Estadi Olímpic Lluís Companys, Barcelona |

| 9 lipca 201119:10 | Portugalia | 21:12 | Rosja | Estadi Olímpic Lluís Companys, Barcelona |
| 9 lipca 201119:10 |            | 21:12 |       | Estadi Olímpic Lluís Companys, Barcelona |

| 9 lipca 201119:50 | Hiszpania | 35:0 | Walia | Estadi Olímpic Lluís Companys, Barcelona |
| 9 lipca 201119:50 |           | 35:0 |       | Estadi Olímpic Lluís Companys, Barcelona |

| 9 lipca 201120:30 | Rosja | 22:7 | Ukraina | Estadi Olímpic Lluís Companys, Barcelona |
| 9 lipca 201120:30 |       | 22:7 |         | Estadi Olímpic Lluís Companys, Barcelona |

| 9 lipca 201121:10 | Hiszpania | 40:0 | Mołdawia | Estadi Olímpic Lluís Companys, Barcelona |
| 9 lipca 201121:10 |           | 40:0 |          | Estadi Olímpic Lluís Companys, Barcelona |

| 9 lipca 201121:50 | Portugalia | 22:5 | Walia | Estadi Olímpic Lluís Companys, Barcelona |
| 9 lipca 201121:50 |            | 22:5 |       | Estadi Olímpic Lluís Companys, Barcelona |

| 10 lipca 201113:22 | Hiszpania | 29:0 | Ukraina | Estadi Olímpic Lluís Companys, Barcelona |
| 10 lipca 201113:22 |           | 29:0 |         | Estadi Olímpic Lluís Companys, Barcelona |

| 10 lipca 201114:06 | Walia | 7:17 | Rosja | Estadi Olímpic Lluís Companys, Barcelona |
| 10 lipca 201114:06 |       | 7:17 |       | Estadi Olímpic Lluís Companys, Barcelona |

| 10 lipca 201114:50 | Portugalia | 28:0 | Mołdawia | Estadi Olímpic Lluís Companys, Barcelona |
| 10 lipca 201114:50 |            | 28:0 |          | Estadi Olímpic Lluís Companys, Barcelona |

## Faza pucharowa

### Bowl
|  |               |           |           |                   |    |       |       |       |
|  | Półfinały     | Półfinały | Półfinały |                   |    | Finał | Finał | Finał |
|  | Półfinały     | Półfinały | Półfinały |                   |    | Finał | Finał | Finał |
|  | 10 lipca 2011 |           |           |                   |    |       |       |       |
|  |               |           |           |                   |    |       |       |       |
|  | Rumunia       | Rumunia   | 0         |                   |    |       |       |       |
|  | Rumunia       | Rumunia   | 0         | 10 lipca 2011     |    |       |       |       |
|  | Walia         | Walia     | 35        |                   |    |       |       |       |
|  | Walia         | Walia     | 35        |                   |    | Walia | Walia | 33    |
|  | 10 lipca 2011 |           |           |                   |    | Walia | Walia | 33    |
|  |               |           | Gruzja    | Gruzja            | 19 |       |       |       |
|  | Gruzja        | Gruzja    | Gruzja    | Gruzja            | 19 | 24    |       |       |
|  | Gruzja        | Gruzja    |           |                   |    |       |       |       |
|  | Mołdawia      | Mołdawia  | 5         |                   |    |       |       |       |
|  | Mołdawia      | Mołdawia  | 5         | Mecz o 3. miejsce |    |       |       |       |
|  |               |           |           |                   |    |       |       |       |
|  | 10 lipca 2011 |           |           |                   |    |       |       |       |
|  |               |           |           |                   |    |       |       |       |
|  | Rumunia       | Rumunia   | 17        |                   |    |       |       |       |
|  | Rumunia       | Rumunia   | 17        |                   |    |       |       |       |
|  | Mołdawia      | Mołdawia  | 12        |                   |    |       |       |       |
|  | Mołdawia      | Mołdawia  | 12        |                   |    |       |       |       |

| 10 lipca 201116:12 | Rumunia | 0:35 | Walia | Estadi Olímpic Lluís Companys, Barcelona |
| 10 lipca 201116:12 |         | 0:35 |       | Estadi Olímpic Lluís Companys, Barcelona |

| 10 lipca 201116:34 | Gruzja | 24:5 | Mołdawia | Estadi Olímpic Lluís Companys, Barcelona |
| 10 lipca 201116:34 |        | 24:5 |          | Estadi Olímpic Lluís Companys, Barcelona |

| 10 lipca 201118:46 | Walia | 33:19 | Gruzja | Estadi Olímpic Lluís Companys, Barcelona |
| 10 lipca 201118:46 |       | 33:19 |        | Estadi Olímpic Lluís Companys, Barcelona |

| 10 lipca 201118:24 | Rumunia | 17:12 | Mołdawia | Estadi Olímpic Lluís Companys, Barcelona |
| 10 lipca 201118:24 |         | 17:12 |          | Estadi Olímpic Lluís Companys, Barcelona |

### Plate
|  |               |           |           |                   |    |         |         |       |
|  | Półfinały     | Półfinały | Półfinały |                   |    | Finał   | Finał   | Finał |
|  | Półfinały     | Półfinały | Półfinały |                   |    | Finał   | Finał   | Finał |
|  | 10 lipca 2011 |           |           |                   |    |         |         |       |
|  |               |           |           |                   |    |         |         |       |
|  | Francja       | Francja   | 12        |                   |    |         |         |       |
|  | Francja       | Francja   | 12        | 10 lipca 2011     |    |         |         |       |
|  | Ukraina       | Ukraina   | 14        |                   |    |         |         |       |
|  | Ukraina       | Ukraina   | 14        |                   |    | Ukraina | Ukraina | 0     |
|  | 10 lipca 2011 |           |           |                   |    | Ukraina | Ukraina | 0     |
|  |               |           | Hiszpania | Hiszpania         | 24 |         |         |       |
|  | Holandia      | Holandia  | Hiszpania | Hiszpania         | 24 | 0       |         |       |
|  | Holandia      | Holandia  |           |                   |    |         |         |       |
|  | Hiszpania     | Hiszpania | 36        |                   |    |         |         |       |
|  | Hiszpania     | Hiszpania | 36        | Mecz o 3. miejsce |    |         |         |       |
|  |               |           |           |                   |    |         |         |       |
|  | 10 lipca 2011 |           |           |                   |    |         |         |       |
|  |               |           |           |                   |    |         |         |       |
|  | Francja       | Francja   | 28        |                   |    |         |         |       |
|  | Francja       | Francja   | 28        |                   |    |         |         |       |
|  | Holandia      | Holandia  | 21        |                   |    |         |         |       |
|  | Holandia      | Holandia  | 21        |                   |    |         |         |       |

| 10 lipca 201116:56 | Francja | 12:14 | Ukraina | Estadi Olímpic Lluís Companys, Barcelona |
| 10 lipca 201116:56 |         | 12:14 |         | Estadi Olímpic Lluís Companys, Barcelona |

| 10 lipca 201117:18 | Holandia | 0:36 | Hiszpania | Estadi Olímpic Lluís Companys, Barcelona |
| 10 lipca 201117:18 |          | 0:36 |           | Estadi Olímpic Lluís Companys, Barcelona |

| 10 lipca 201119:32 | Ukraina | 0:24 | Hiszpania | Estadi Olímpic Lluís Companys, Barcelona |
| 10 lipca 201119:32 |         | 0:24 |           | Estadi Olímpic Lluís Companys, Barcelona |

| 10 lipca 201119:10 | Francja | 28:21 | Holandia | Estadi Olímpic Lluís Companys, Barcelona |
| 10 lipca 201119:10 |         | 28:21 |          | Estadi Olímpic Lluís Companys, Barcelona |

### Cup
|  |               |            |           |                   |   |       |       |       |
|  | Półfinały     | Półfinały  | Półfinały |                   |   | Finał | Finał | Finał |
|  | Półfinały     | Półfinały  | Półfinały |                   |   | Finał | Finał | Finał |
|  | 10 lipca 2011 |            |           |                   |   |       |       |       |
|  |               |            |           |                   |   |       |       |       |
|  | Anglia        | Anglia     | 14        |                   |   |       |       |       |
|  | Anglia        | Anglia     | 14        | 10 lipca 2011     |   |       |       |       |
|  | Rosja         | Rosja      | 17        |                   |   |       |       |       |
|  | Rosja         | Rosja      | 17        |                   |   | Rosja | Rosja | 7     |
|  | 10 lipca 2011 |            |           |                   |   | Rosja | Rosja | 7     |
|  |               |            | Włochy    | Włochy            | 5 |       |       |       |
|  | Włochy        | Włochy     | Włochy    | Włochy            | 5 | 12    |       |       |
|  | Włochy        | Włochy     |           |                   |   |       |       |       |
|  | Portugalia    | Portugalia | 7         |                   |   |       |       |       |
|  | Portugalia    | Portugalia | 7         | Mecz o 3. miejsce |   |       |       |       |
|  |               |            |           |                   |   |       |       |       |
|  | 10 lipca 2011 |            |           |                   |   |       |       |       |
|  |               |            |           |                   |   |       |       |       |
|  | Anglia        | Anglia     | 19        |                   |   |       |       |       |
|  | Anglia        | Anglia     | 19        |                   |   |       |       |       |
|  | Portugalia    | Portugalia | 22        |                   |   |       |       |       |
|  | Portugalia    | Portugalia | 22        |                   |   |       |       |       |

| 10 lipca 201117:40 | Anglia | 14:17 | Rosja | Estadi Olímpic Lluís Companys, Barcelona |
| 10 lipca 201117:40 |        | 14:17 |       | Estadi Olímpic Lluís Companys, Barcelona |

| 10 lipca 201118:02 | Włochy | 12:7 | Portugalia | Estadi Olímpic Lluís Companys, Barcelona |
| 10 lipca 201118:02 |        | 12:7 |            | Estadi Olímpic Lluís Companys, Barcelona |

| 10 lipca 201120:18 | Rosja | 7:5 | Włochy | Estadi Olímpic Lluís Companys, Barcelona |
| 10 lipca 201120:18 |       | 7:5 |        | Estadi Olímpic Lluís Companys, Barcelona |

| 10 lipca 201119:54 | Anglia | 19:22 | Portugalia | Estadi Olímpic Lluís Companys, Barcelona |
| 10 lipca 201119:54 |        | 19:22 |            | Estadi Olímpic Lluís Companys, Barcelona |

## Klasyfikacja końcowa
| Miejsce | Reprezentacja | Punkty |
| ------- | ------------- | ------ |
| 1       | Rosja         | 18     |
| 2       | Włochy        | 16     |
| 3       | Portugalia    | 15     |
| 4       | Anglia        | 14     |
| 5       | Hiszpania     | 12     |
| 6       | Ukraina       | 10     |
| 7       | Francja       | 8      |
| 8       | Holandia      | 6      |
| 9       | Walia         | 4      |
| 10      | Gruzja        | 3      |
| 11      | Rumunia       | 2      |
| 12      | Mołdawia      | 1      |